# Musik, Musik – da wackelt die Penne
Musik, Musik – da wackelt die Penne ist eine deutsche Filmkomödie, die im Sommer 1970 unter der Regie von Franz Antel in der österreichischen Stadt Gmunden am Traunsee sowie in München gedreht wurde. Die Produktion der Lisa Film GmbH war einer von mehreren Filmen, mit denen der Produzent Karl Spiehs am Erfolg der Filmreihe Die Lümmel von der ersten Bank anknüpfen wollte. Der Film startete am 15. Oktober 1970 in den bundesdeutschen Kinos.

## Handlung
Siggi, der Sohn des Unterrichtsministers, muss das Abitur nachholen und soll sich auf väterlichen Wunsch während der Sommerferien in einem Internat darauf vorbereiten. Weil Siggi und seine Freunde mitten in der Arbeit an einem selbstkomponierten Musical stecken, hat Freundin Inge die Idee, gemeinsam in das Internat ihres gutmütigen Onkels Emmanuel im romantischen Schloss Seeburg überzusiedeln. Während die eigentlichen Schüler in den Ferien sind, vertreiben sich Siggi und seine Freunde dort nach dem Motto „Lernen mit Musik“ die Zeit, bis der strenge Dr. Wimmer eintrifft. Der persönliche Referent des Unterrichtsministers soll im Auftrag seines Chefs die schulischen Fortschritte von Siggi überwachen. Er macht mit seinen nicht weniger kauzigen Kollegen, der Geografie-Lehrerin Fräulein Dr. Schickedanz und dem Sportlehrer Studienrat Stich, den vermeintlichen Schülern das Leben schwer und verbietet ihnen jegliche Arbeit an dem Musical.
Nachdem Dr. Wimmer auch noch den liebenswerten Onkel Emmanuel gezwungen hat, die Leitung des Internats an ihn abzutreten, entschließen sich Siggi und seine „Mitschüler“ zum aktiven Widerstand gegen den Lehrkörper. Während dieser durch einen Schülerstreich nach dem anderen an den Rand der Verzweiflung gebracht wird, holt Siggi seinen Lernstoff bei der attraktiven Dorflehrerin Rosl Kainz nach. Deren Bruder Christian ist unter dem Künstlernamen Chris Roberts ein bekannter Schlagerstar, den die Jugendlichen unbedingt zur Mitwirkung an ihrem Musical überreden wollen.
Kurz vor Ende der Ferien trifft der Unterrichtsminister seinen Sohn und dessen Freunde musizierend auf einem Raddampfer an. Die vermeintlichen Schüler überzeugen den zunächst empörten Minister persönlich mit ihrem Wissen und beweisen, dass es sich bei ihnen keineswegs um ungebildete und verdorbene Sprösslinge handelt. Siggis Vater ist vom Konzept „Lernen mit Musik“ sichtlich begeistert, als Dr. Wimmer, Fräulein Dr. Schickedanz und Studienrat Stich eintreffen, um ihn wieder umzustimmen. Plötzlich kommt es zur Explosion von Sprengkörpern, die zwei Kinder auf dem Dampfer versteckt hatten. Die Schüler und Lehrer werden in den See katapultiert.

## Entstehungsgeschichte

### Vorgeschichte
Der enorme Erfolg der im April 1968 gestarteten Filmreihe Die Lümmel von der ersten Bank unter der Federführung des Produzenten Franz Seitz animierte auch andere Filmproduzenten, ähnliche Filme auf den Markt zu bringen. Am schnellsten war der Österreicher Karl Spiehs, der mit seiner Lisa Film GmbH den Film Immer Ärger mit den Paukern herstellte, der schon im Herbst 1968 in die Kinos kam und die Goldene Leinwand erhielt. Von diesem Erfolg angespornt, realisierte Spiehs im Jahr 1970 mit Unsere Pauker gehen in die Luft für den Gloria-Filmverleih und Musik, Musik – da wackelt die Penne für den Constantin-Filmverleih gleich zwei Filme mit dem Thema „Schülerstreiche“.
Das Verleihprogramm der Constantin-Film kündigte im Frühjahr 1970 neben dem echten „Lümmel“-Film Pauker sind zum Ärgern da, der letztlich den Titel Wir hau’n die Pauker in die Pfanne erhielt, den ebenfalls noch anders lautenden Filmtitel Wir machen Musik – da wackelt die Penne an. Für letzteren standen dem Produzenten Karl Spiehs mit Hansi Kraus und Rudolf Schündler sogar zwei namhafte Darsteller der originalen Filmreihe zur Verfügung. Das Drehbuch schrieb Kurt Nachmann. Als Regisseur konnte der erfahrene Komödien-Spezialist Franz Antel verpflichtet werden.

### Dreharbeiten

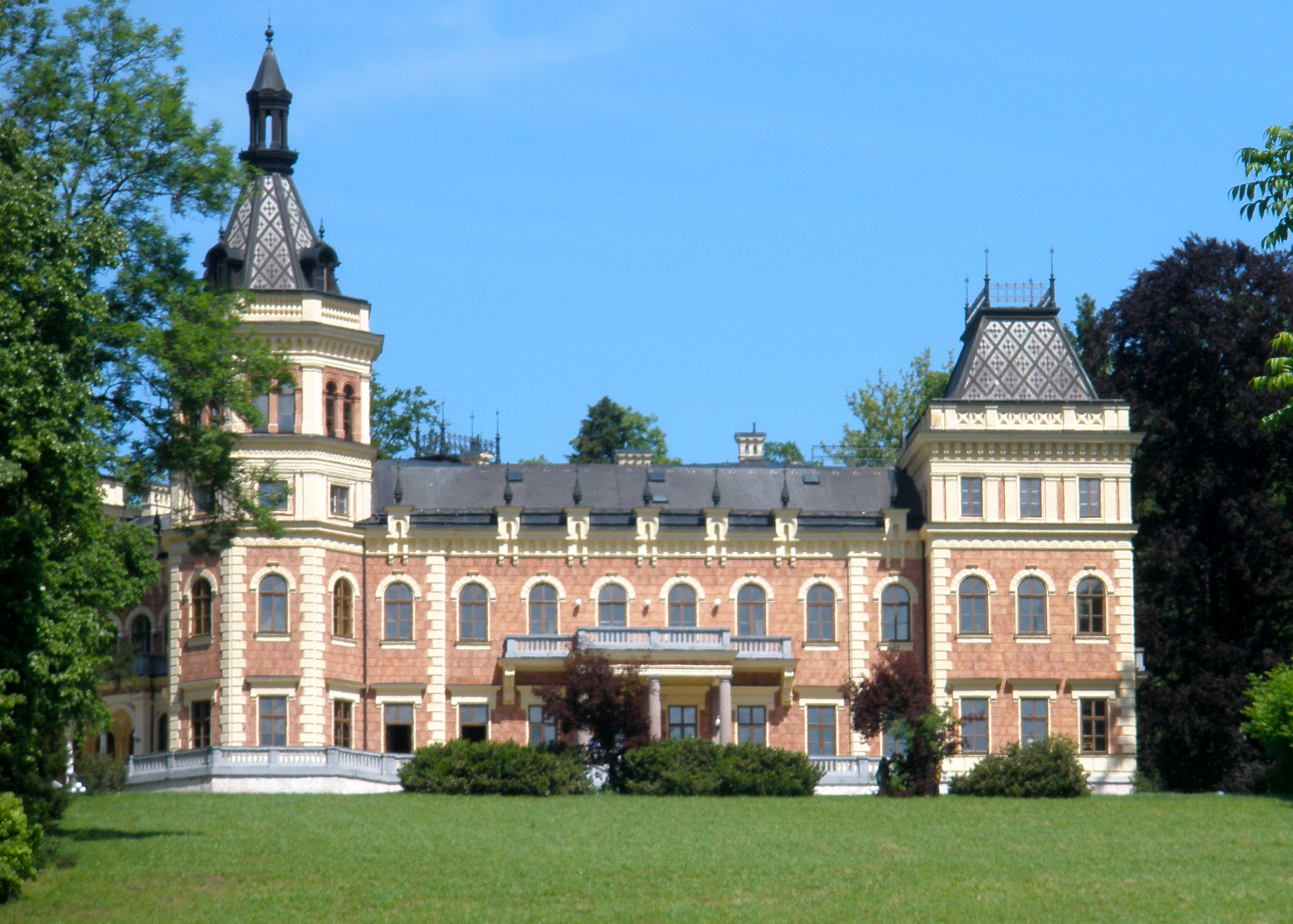
Schloss Württemberg dient als Kulisse für das Internat.

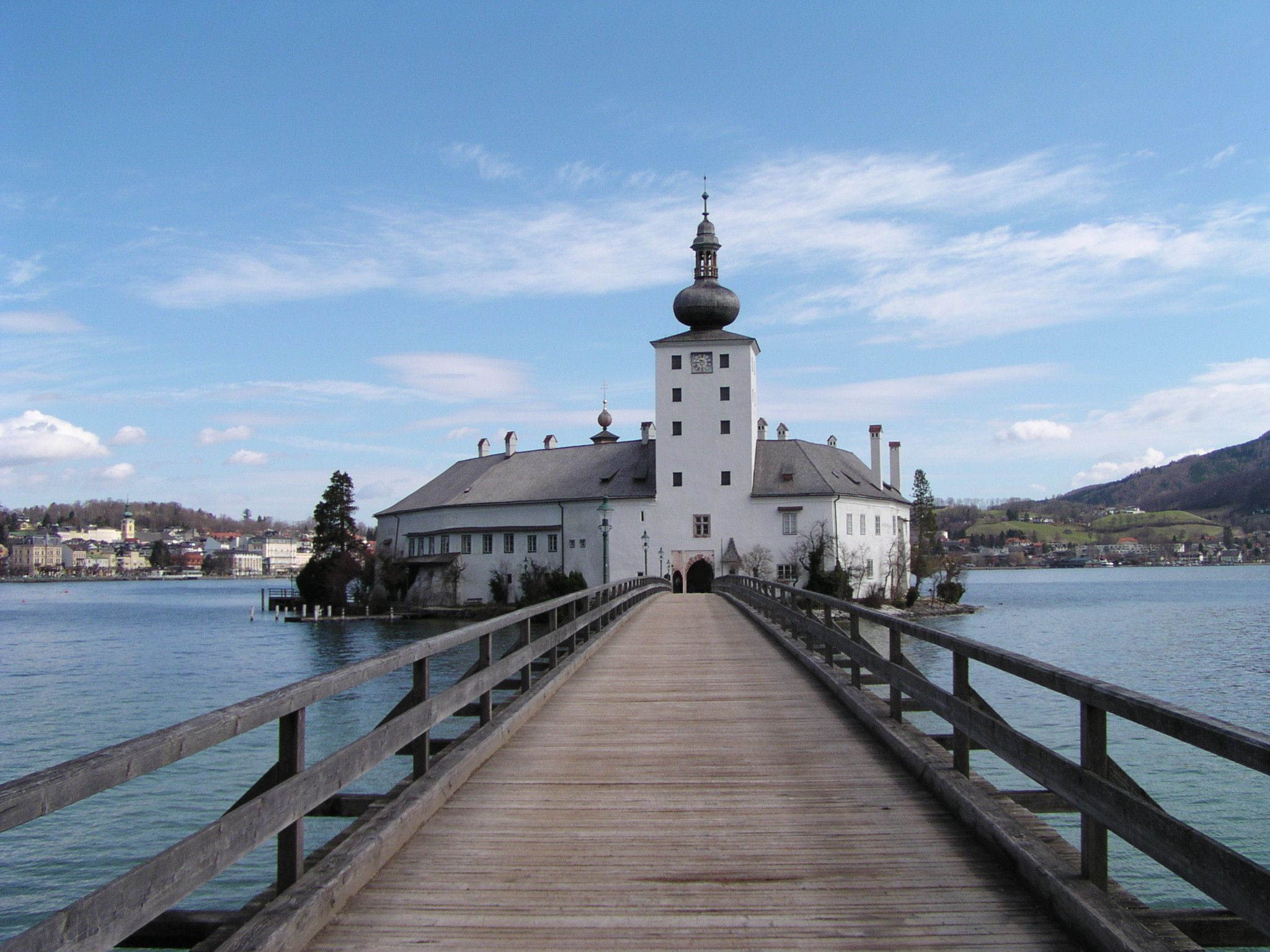
Das Schloss Ort heißt im Film Schloss Seeburg.

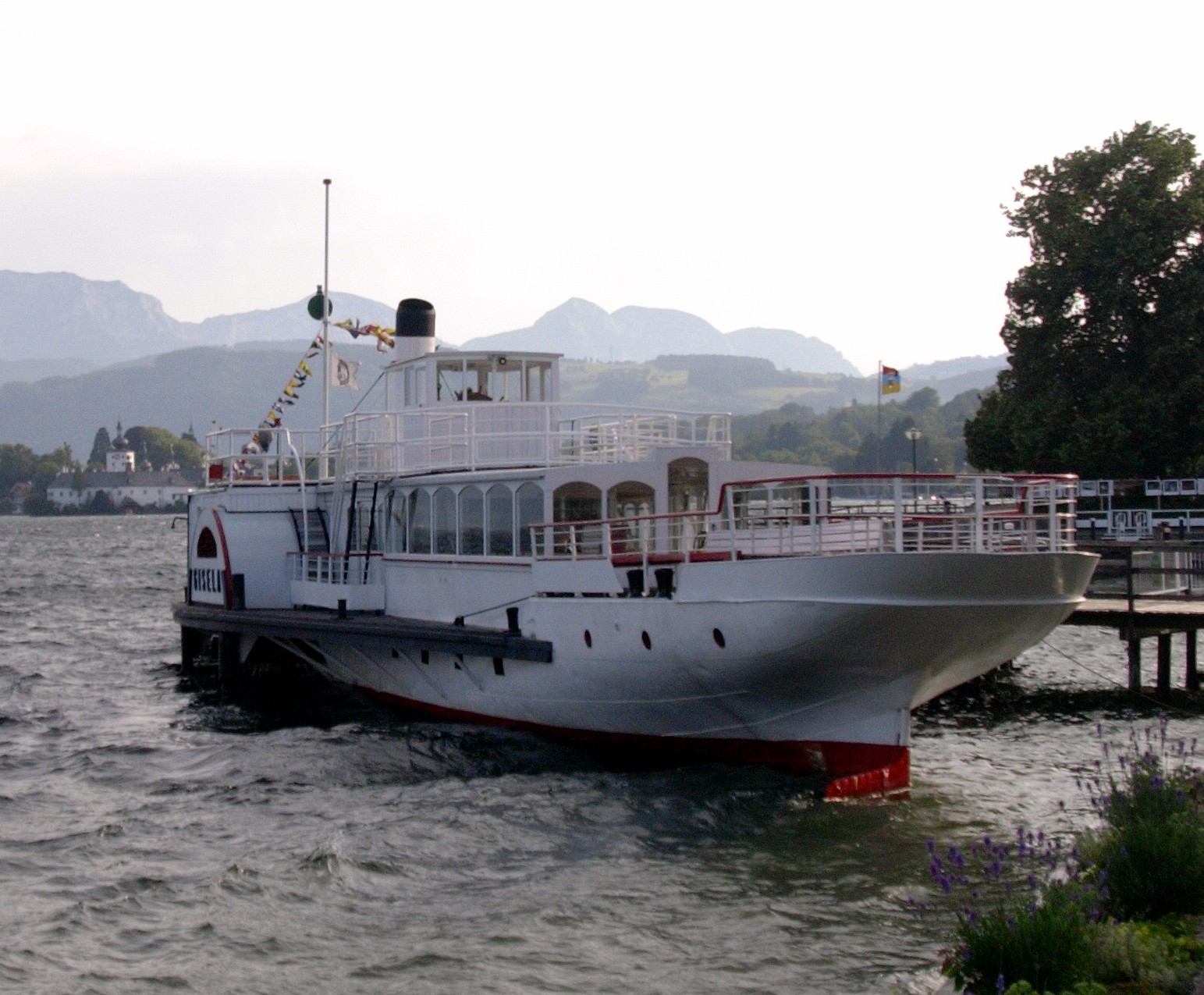
Das Finale wurde auf dem historischen Raddampfer Gisela gedreht.

Die Dreharbeiten zu Musik, Musik – da wackelt die Penne fanden vom 20. Juli bis 21. August 1970 in Gmunden und Altmünster überwiegend am Traunsee statt. Hauptschauplatz des Films war Schloss Seeburg, in dem sich das Internat befindet. Der dafür ausgewählte Drehort war das in Altmünster gelegene Schloss Württemberg (in neuerer Zeit auch als Schloss Traunsee bekannt), das bis heute tatsächlich eine Internatsschule beherbergt und bereits als Location im ähnlich gelagerten Kinofilm Immer Ärger mit den Paukern gedient hatte. Auch das bekannte Seeschloss Ort in Gmunden sowie die Gmundner Altstadt dienten als Außenkulissen. Das Finale filmte man an Bord des historischen Raddampfers Gisela. Weitere Außenaufnahmen entstanden in München. Auf Arbeiten in einem Filmatelier konnte verzichtet werden. Die benötigten Kulissen schuf der Filmarchitekt Nino Borghi.

### Filmmusik
Neben der originalen Filmmusik, darunter der Titelschlager Musik, Musik – da wackelt die Penne, aus der Feder von Gerhard Heinz fanden in dem Film einige Schlager anderer Komponisten Verwendung. Die im Film vorkommenden Musiktitel sind:
- Peter Beil: Heute Nacht (El Cóndor Pasa)
- Howard Carpendale: Das schöne Mädchen von Seite Eins
- Graham Bonney: Der Sommer vergeht
- Chris Roberts: Mein Teddybär
- Ilja Richter: Wo Mädchen sind…
- Graham Bonney, Kurt Stadel und Ilja Richter: Musik, Musik – da wackelt die Penne
- Graham Bonney, Kurt Stadel und Ilja Richter: Mädchen – Mädchen
- Kurt Stadel: Meine kleine Lady sowie Parodien auf Roy Black, Karel Gott, Lale Andersen und Tom Jones

## Rezeption
Die FSK gab den Film nach einer Prüfung am 6. Oktober, neun Tage vor dem Kinostart, ab sechs Jahren frei. Die Werbung des Constantin-Filmverleihs versprach „neueste Penne- und Paukerabenteuer“ in einem „Musical-Happening voll Hits, Stars und tollen Streichen“. Von den meisten Kritikern wurde der Film als typisches Serienprodukt wahrgenommen, was dem geschäftlichen Erfolg an der Kinokasse allerdings nichts anhaben konnte. Im Juli 2016 wurde der Film im Rahmen der Tele-5-Reihe Die schlechtesten Filme aller Zeiten gezeigt.

### Kritiken
„Zum wiederholten Male aufgewärmte Klamotte nach ‚Pauker‘-Klischee; fade Unterhaltung mit vielen Schlagern und Klamauk.“

„Ein Film, der bei weitem nicht an die ‚Lümmel‘-Filme rankommt […]. Ein wichtiger Aspekt ist mal wieder die Besetzung. Dies ist der Trumpf, mit dem es Lisa Film schon früh schaffte, Erfolge zu feiern. Neben Kraus und Richter sind wieder bekannte Künstler wie Paul Löwinger, Rudolf Schündler oder Gunther Philipp mit von der Partie.“

„Pennenfilm, angereichert mit einigen Schlagern. Selbst als magere Unterhaltung unergiebig.“

## Medien

### DVD
- Musik, Musik – da wackelt die Penne (2002, Marketing Film)